# Leon Jan Łuka
Leon Jan Łuka (ur. 1 kwietnia 1918 w Obrzycach k. Międzyrzecza, zm. 3 sierpnia 1983 w Gdyni) – polski archeolog i muzealnik. Twórca i w latach 1953–1983 dyrektor Muzeum Archeologicznego w Gdańsku.

## Życiorys
Po odzyskaniu przez Polskę niepodległości przeniósł się wraz z rodzicami do Gniezna, tam ukończył szkołę podstawową, a następnie Państwowe Gimnazjum im. Bolesława Chrobrego, gdzie w 1937 r. zdał maturę. W latach 1937–1939 studiował ekonomię na Uniwersytecie Poznańskim.
W czasie okupacji niemieckiej pracował fizycznie jako robotnik, m.in. przy budowie dróg, układaniu torów kolejowych, a wreszcie w Zakładach H. Cegielskiego w Poznaniu pracujących wtedy dla przemysłu zbrojeniowego III Rzeszy.
Po zakończeniu wojny podjął pracę nauczyciela w szkole podstawowej w Gnieźnie, następnie w Muzeum Archeologicznym w Poznaniu (początkowo jako wolontariusz). W latach 1946–1949 studiował archeologię na Uniwersytecie Poznańskim pod kierunkiem profesora Józefa Kostrzewskiego. W latach 1951–1953 był asystentem w Zakładzie Archeologii Polski Uniwersytetu Poznańskiego, a następnie z inicjatywy prof. Kostrzewskiego przeniósł się do Gdańska. 1 czerwca 1953 r. objął stanowisko kustosza nowo utworzonego działu w Muzeum Pomorskim (obecne Muzeum Narodowe w Gdańsku), przekształconego w 1958 r. w Oddział Archeologiczny (z własną siedzibą w odbudowanym Domu Przyrodników), a w 1962 r. w samodzielne Muzeum Archeologiczne. Placówką tą kierował następnie aż do śmierci.
Stopień magistra uzyskał w 1949 r. na podstawie pracy Cmentarzysko kultury łużyckiej w Czarnkowie z IV–V okresu epoki brązu, ogłoszonej drukiem w „Fontes Praehistorici”, tom I, 1950. W 1959 r. opublikował rozprawę Importy italskie i wschodnio-alpejskie oraz ich naśladownictwa na obszarze kultury „łużyckiej” okresu halsztackiego w Polsce (Slavia Antiqua, tom VI), za którą uzyskał w 1961 r. doktorat. W 1979 r. habilitował się na Uniwersytecie Mikołaja Kopernika w Toruniu na podstawie całości swojego dorobku naukowego. Jego spuścizna naukowa obejmuje ponad 150 pozycji, z których najważniejsze poświęcone są kulturze pomorskiej z wczesnej epoki żelaza, m.in. Uwagi o niektórych kontaktach Pomorza Wschodniego z basenem Morza Śródziemnego we wczesnej epoce żelaza, Archeologia Polski, t. 8, 1963, Kultura wschodniopomorska na Pomorzu Gdańskim, T. I, Ossolineum 1966, Obrządek pogrzebowy u plemion kultury wschodniopomorskiej na Pomorzu Gdańskim, cz. „Pomorania Antiqua” 2, 1968, cz. 2. „Pomorania Antiqua” 3, 1971 oraz odpowiedni rozdział w IV tomie Prahistorii ziem polskich, 1979. 
Pracował także na uczelniach jako wykładowca archeologii ziem polskich: od 1953 w Wyższej Szkole Pedagogicznej, od 1970 na Uniwersytecie Gdańskim, równocześnie w latach 1964–1966 na Uniwersytecie Warszawskim. W 1965 zainicjował utworzenie periodyku gdańskich archeologów „Pomorania Antiqua” (redaktor 11 tomów), był też inicjatorem powołania komisji archeologicznej Gdańskiego Towarzystwa Naukowego.
Był mężem Alicji z domu Witkowskiej (1930–1999), kustosz Muzeum Archeologicznego.
Zmarł w Gdyni, spoczywa z żoną na cmentarzu katolickim w Sopocie (sektor G2-8-14).

## Odznaczenia, nagrody i wyróżnienia
- Medal Stolema (1967)[4]
- Odznaka honorowa „Zasłużonym Ziemi Gdańskiej” (1971)[1]
- tytuł „Gdańszczanina Roku” (1975)[1]
- Nagroda Miasta Gdańska w Dziedzinie Kultury „Splendor Gedanensis” (1981)[5]

## Upamiętnienie
28 października 1988 w holu Muzeum Archeologicznego odsłonięto tablicę pamiątkową poświęconą Leonowi Janowi Łuce.